# Călan

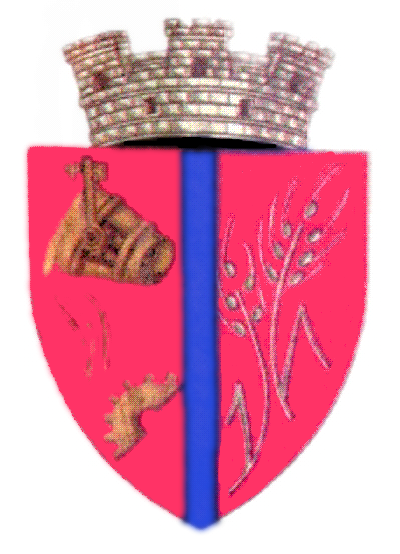
Herb miasta Călan

Călan – miasto w południowo-zachodniej Rumunii (okręg Hunedoara).
Miasto to uzdrowisko z gorącymi źródłami mineralnymi. Liczba mieszkańców w 2005 roku wynosiła ok. 12,7 tys.
W mieście rozwinął się przemysł metalowy, koksowniczy oraz hutniczy.